# Dzaoudzi
Dzaoudzi és un municipi francès, situat al departament d'ultramar de Mayotte. Està formada per les viles de Dzaoudzi i Labattoir.
El 2017 tenia 17.831 habitants. Fou l'antiga capital de Mayotte. Des de 2014 l'alcalde és Saïd Omar Oili.

## Personatges il·lustres
- Toifilou Maoulida, futbolista
- Boinali Saïd Toumbou (1960), polític, diputat a l'Assemblea Nacional francesa